# Patrick Ogunsoto
Patrick Babatunde Ogunsoto (Lagos, 19 april 1983) is een Nigeriaanse voetballer die van 2006 tot 2008 uitkwam voor KVC Westerlo. Zijn positie is aanvaller. Ogunsoto meet 179 centimeter en kwam eerder uit voor Julius Berger FC en de Griekse toenmalige tweededivisionist Ergotelis FC. In het seizoen 2005-2006 scoorde hij 21 keer. Enkele jaren daarvoor scoorde hij 30 goals tijdens één seizoen.
In het seizoen 2006-07 komt Ogunsoto uit voor KVC Westerlo. Hij kon in 32 wedstrijden al 20 keer scoren. Daarmee is hij voor dat seizoen topscorer van Westerlo. Het seizoen daarna kon hij echter niet bevestigen.
Na een heuse soap vertrok hij in 2008 terug naar z'n ex-club Ergotelis. In 2008-2009 kwam hij tot acht treffers voor deze ploeg. In 2009-2010 werd hij na een doelpuntloze eerste seizoenshelft in de terugronde verhuurd aan toenmalig tweedeklasser OFI Kreta. Sinds januari 2011 komt hij uit voor Lokomotiv Plovdiv.

## Transfersoap (2008)
Na afloop van seizoen 2006-2007 kon hij naar verschillende clubs maar wilde trouw blijven aan KVC Westerlo.
In 2007-2008 kon hij evenwel tijdens de heenronde niet meer scoren, en zat hij (alweer) verwikkeld in een transfersoap. Deals met Cádiz CF, OFI Kreta en Derby County werden op het laatste moment afgeblazen. Daarna leek een deal met zijn ex-club Ergotelis FC in de maak maar Ogunsoto kwam niet opdagen in Griekenland.
Een paar dagen daarna is de overgang toch rond en vertrekt Ogunsoto voor € 300 000 naar Ergotelis.

## Spelerscarrière[1]
| seizoen             | club               | land        | competitie                    | wed. | goals |
| ------------------- | ------------------ | ----------- | ----------------------------- | ---- | ----- |
| 2002/03             | Ergotelis FC       | Griekenland | Beta Ethniki                  | 32   | 30    |
| 2003/04             | Ergotelis FC       | Griekenland | Super League                  | 25   | 9     |
| 2004/05             | Ergotelis FC       | Griekenland | Beta Ethniki                  | 29   | 11    |
| 2005/06             | Ergotelis FC       | Griekenland | Super League                  | 28   | 21    |
| 2006/07             | KVC Westerlo       | België      | Jupiler Pro League            | 34   | 20    |
| 2007/08             | KVC Westerlo       | België      | Jupiler Pro League            | 11   | 0     |
| 2007/08             | Ergotelis FC       | Griekenland | Super League                  | 13   | 6     |
| 2008/09             | Ergotelis FC       | Griekenland | Super League                  | 28   | 8     |
| 2009/10             | Ergotelis FC       | Griekenland | Super League                  | 6    | 0     |
| 2009/10             | → OFI Kreta        | Griekenland | Beta Ethniki                  | 18   | 5     |
| 2010/11             | Ergotelis FC       | Griekenland | Super League                  | 0    | 0     |
| 2010/11             | Lokomotiv Plovdiv  | Bulgarije   | Professional A Football Group | 3    | 1     |
| 2011/12             | Zonder club        | Zonder club | Zonder club                   |      |       |
| 2012/13             | Anagennisi Epanomi | Griekenland | Beta Ethniki                  | 11   | 5     |
| 2012/13             | Olympiakos Volos   | Griekenland | Beta Ethniki                  | 23   | 7     |
| 2013/14             | AO Acharnaikos     | Griekenland | Beta Ethniki                  | 10   | 2     |
|                     |                    |             | Totaal                        | 271  | 125   |
| Bijgewerkt 24-12-11 |                    |             |                               |      |       |